# Ив Клајн
Ив Клајн (фр. Yves Klein; Ница, 28. април 1928 — Париз, 6. јун 1962) је био француски уметник познат по својим плавим монохроматским сликама и перформансима у којима је користио наге женске моделе. Клајн је кроз своје плаве монохроматске слике хтео да изрази „чисту идеју“ и по том концепту овај сегмент његовог стваралаштва близак је уметницима минимализма. Плава боја коју је Клајн користио постала је позната као „интернационална Клајнова плава“ (енгл. International Klein Blue). Касније користећи фото-монтажу створио је радове попут „Скока у празно“ (фр. Le Saut dans le Vide) на коме се види уметник како стрмоглаво пада на улицу. Клајн је извршио утицај како на сликарску сцену, тако и на свет перформанса. У неким од својих перформанса, овај уметник је пред публиком наносио боју на наге женске моделе и њима сликао по платну. Познати су и његови радови које је „сликао“ бацачем ватре.
Клајн је умро од инфаркта у тридесетчетвртој години 1962. Због своје свестраности и тежње ка експериментом утицао је на велики број новомедијских уметника. Клајнови радови се налазе у колекцијама скоро свих светских музеја.

## Биографија[1]
Ивови родитељи, Фред Клајн и Марија Рејмонд, били су уметници, али се он ипак није определио за уметничку каријеру. Заправо, Клајн је најпре студирао поморску трговину и оријенталне језике у Ници од 1944. до 1946. Почев од 1947, почео је да се интересује за џудо, који је у то време посматран не као спорт већ као начин интелектуалног и моралног образовања уз помоћ владања над самим собом. Године 1952. отишао је на усавршавање у Јапан где је добио црни појас, четврти дан, ниво који ниједан Француз није постигао до тада. По свом повратку 1955, отворио је своју школу за џудо коју је украшавао монохромима (једнобојним сликама), али из финансијских разлога морао је да је затвори већ наредне године.
Захваљујући џудоу упознао је сликара Арманда Фернандеза и Клода Паскала, са којима је почео да слика. Једне ноћи тројица пријатеља седела су на плажи и разговарала о томе како би између себе поделили свет. Арман је изабрао земљу, Клод речи, а Ив бесконачни простор који окружује планету. Тада је симболично потписао небо и обележио свој уметнички циљ: потрагу за бесконачним.
Читајући Макса Хајндела Клајн је открио розенкројцерски мистицизам. Езотерично учење Удружења Розенкројцера, чији је постао члан, било је темељ за мисао која је хранила његово дело. Своје монохроме сматра култним предметима. Прва искуства у сликању малих монохрома на картону стекао је 1948. године, из жеље да наслика свет чисте боје.
Прва изложба монохромних слика 1955. у Клубу самаца (фр. Club des Solitaires) прошла је непримећена и несхваћена. На њој је изложио монохроме различитих боја под насловом Ив, слике. Да би се избегао сваки лични додир и трагове цртања, слике су бојене ваљком. Када је пробао да изложи своје слике у Музеју лепих уметности у Паризу, одбили су га и затражили да дода још једну боју, тачку или линију. Клајн, је међутим, остао непоколебљив у својој идеји да чиста боја представља нешто сама по себи.
Године 1956. упознао је Пјера Рестанија, уметничког критичара, са којим је остварио снажну везу и тај ће сусрет обезбедити одлучан преокрет у разумевању његове уметности. Тај сусрет се десио у време његове друге изложбе под називом Ив, предлози монохрома, у париској галерији Колета Аленди. У предговору, Пјер Рестани представио је посетиоцима теоријску подлогу новог концепта. Проблем рада на једној јединој боји ушао је у париску културну свест. Клајн је постао познат под именом Ив – монохром. Не заборавимо његов сусрет са групом Гутаи. Око 1954. Јапанка Ацуко Танака је представљала слободна монохромна платна, која се могу видети у каталогу из 1956. изложбе групе Гутаи којој је она припадала. У том периоду Клајн је био у Јапану поводом једног такмичења у џудоу и видео је Танакине слике.
Године 1960, у свом стану у Паризу, учествовао је у оснивању новог реализма са Пјером Рестанијем. ”Уставна декларација новог реализма” потписана је 27. октобра 1960. Ову декларацију је потписао велики број његових познаника као што су Арман, Франсоа Дифрен, Рејмон Ен, Марсијал Рејс, Данијел Споери, Жан Тенгли и Жак Вијегле. Сезар, Мимо Ротела, Ники де Сен Фал и Жерар Дешам су се придружили покрету 1961. а Кристо 1963.
Ив Клајн се 21. јануара 1961. оженио са Ротро Уекер, младом уметницом коју је упознао код Армана. Умро је већ следеће године, 6. јуна 1962, од срчаног удара. Неколико месеци касније ће се родити његов син.

## Дело

### Плава епоха
У јесен 1956, као резултат рада са једним хемичарем, Клајн је пронашао је веома засићену, мат и потпуно упијајућу прекоморску плаву боју, коју је назвао најсавршенијим изразом плаве. Са том плавом, „интернационалном Клајновом плавом“ — International Klein Blue (IKB) — Клајн је постигао свој сан. Плави монохроми биће суштина монохромног сликарства двадесетог века.
Клајнови први плави монохроми изложени су 1957. године када су отворили његову плаву епоху у галерији Аполинер у Милану. Изложено је једанаест платана обојених у једнако плаву, IKB боју. Слике су биле причвршћене за стубове постављене на 20 cm од зида, да би се истакла њихова просторна неодређеност. Изложба је била добро посећена и добила је позитивне критике. Иста дела изложена су и у Диселдорфу, Паризу и Лондону.
У мају исте године, Ив Клајн је у славу успеха своје плаве епохе организовао дуплу изложбу у Паризу. Ова изложба је најављена слањем разгледница са IKB маркицама (Клајну је пошло за руком да ове маркице буду прихваћене у пошти, а састојала се из изложбе слика сликаних бацачем ватре и пуштања у небо 1001 плавог балона. Овај поступак, који Клајн назива аеростатичном фигуром, репродукован је 50 година касније на затварању изложбе Националног музеја модерне уметности 2006 — 2007. посвећене Клајновом делу.
Никада линија није могла приказати у сликарству четврту, пету или било коју другу димензију; само је боја у стању да се у томе окуша.

Клајн бира сликање плавом бојом јер је то по његовом мишљењу најапстрактнија боја која постоји: 
Плава је једина боја без димензије, она је изван димензија, док друге боје то нису... Све боје нас асоцирају на конкретне ствари... док плава највише подсећа на море и небо, што су најапстрактније ствари у природи у оквиру видљивог и опипљивог
Овим речима, Клајн поново указујује на празнину као главног покретача маште.
Године 1958. био је позван да ради на унутрашњости позоришта у Гелзенкирхену. Украсио га је огромним плавим муралима, од којих су највећи достизали величину од чак двадесет са седам метара.

### Експеримент
Иако су Клајнове слике једнолично обојене, он је доста експериментисао са различитим начинима наношења боје: најпре користећи ваљке, а затим сунђере:
Захваљујући сунђерима, дивљем и живом материјалу, моћи ћу да направим портрете посматрача мојих монохрома који се, након што су путовали у плаветнилу мојих слика, враћају из њега потпуно умочени у осећајност као сунђери.
Најзад, вођен овим експериментисањем, почео је да слика ”живим четкицама”: наге женске моделе утапао је у плаву боју и њиховим телима премазивао платно. Ове радове називао је Антропометрије. Ти радови су извођени као перформанси, у јавности, праћени монотоном (једнотоном) музиком, коју је осмислио Клајн и која се састоји из једног акорда који траје двадесет минута којем следи двадесет минута тишине. Они су забележени и као видео-снимци и могу се видети у неким музејима као што је Центар Помпиду у Паризу.
Још неки радови из овог периода су „снимци кише“: Клајн је везивао своја платна за кров аутомобила и возио по киши. Овде припадају, наравно, и радови сликани бацачем пламена.

### Хепенинг
Ив Клајн је уметник хепенинга:
- Пуштање у ваздух плавих балона
- Празнина: За своју изложбу у галерији Ирис Клерт у априлу 1958, Клајн је изабрао да покаже публици ”ништа”. То је назвао Празнина: одстранио је све из галерије осим великог ормана потпуно обојеног у бело, а затим организовао компликовану церемонију на отварању; прозори галерије били су офарбани у плаво, а на улазу је висила плава завеса, испред које су се налазили чувари и служили су се плави коктели. Захваљујући добром маркетингу три хиљаде људи је чекало у реду испред галерије, чекало да уђе у празну собу[10].
- Пројекат осветљавања обелиска Конкорд плавом светлошћу који ће бити изведен тек 1983. године.
- Продаја ”Зона иматеријалне сликовне осећајности” («Zone de sensibilté picturale immatérielle») перформанс и књига из 1959. године. Уметник је продавао власништва над празним простором или непостојећим уметничким делом у виду чека, купац би платио у злату, и, уз његову сагласност, дело је окончавано тако што би купац спалио чек, а Клајн бацио злато у Сену. Ово дело илуструје његове идеје о немогућности процењивања и материјализовања уметничких дела.
- Скок у празно је перформанс и фото-монтажа објављена у уметниковој књизи Недеља, на којој он изгледа као да скаче са зида, раширених руку, на тротоар. Ова фотографија је требало да докаже његову могућност левитације.